# Radhusområdet, Rastvägen

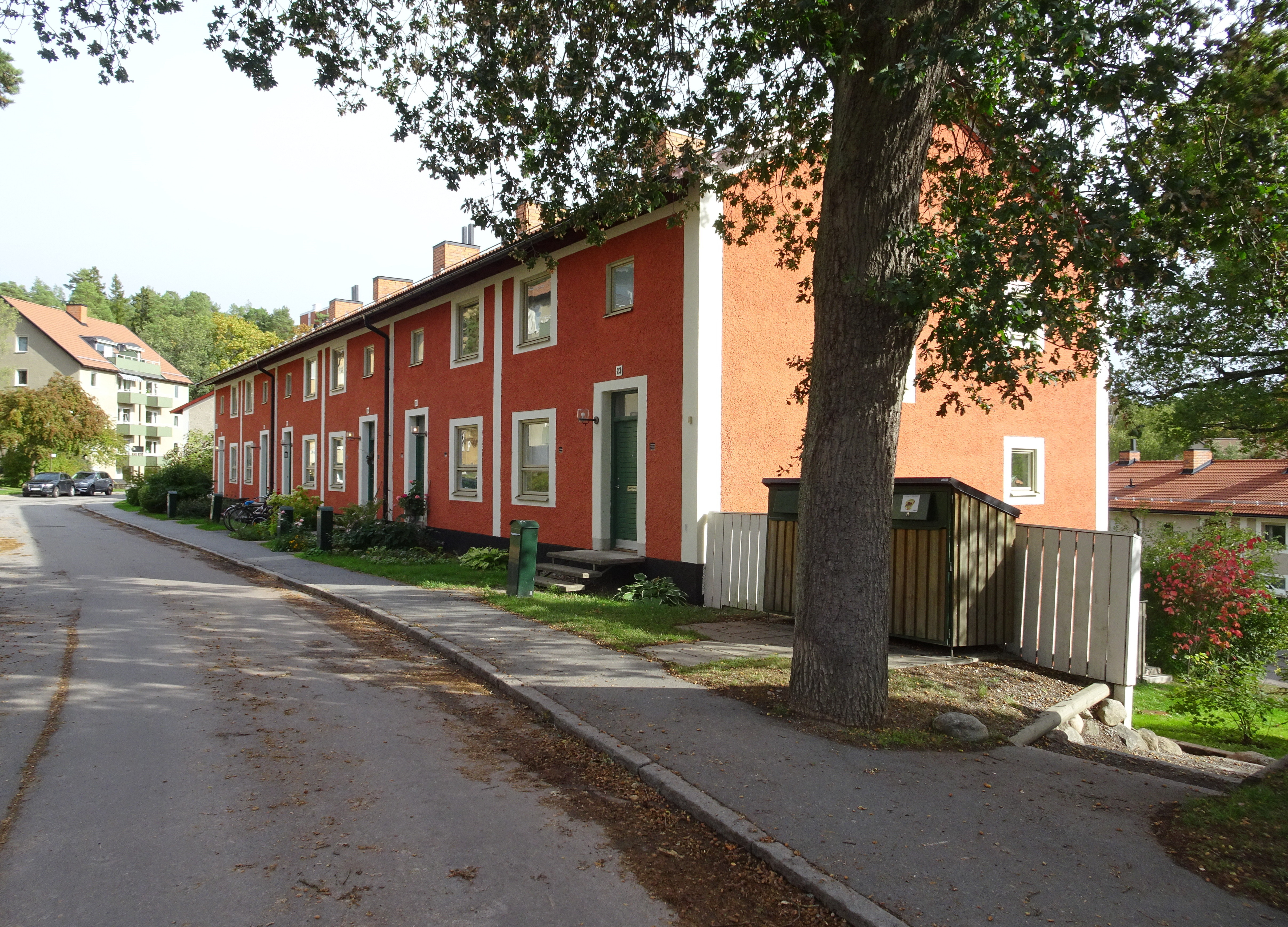
Längan i kvarteret Matrikeln, 2018.

Radhusområdet, Rastvägen ligger vid Utflyktsvägen och Rastavägen i stadsdelen Nockebyhov i Bromma i Västerort inom Stockholms kommun. De sju huslängona med 39 radhus uppfördes på 1940-talets slut efter ritningar av arkitektkontoret Ancker-Gate-Lindegren och är blåmärkta av Stadsmuseet i Stockholm vilket innebär "att bebyggelsen bedöms ha synnerligen höga kulturhistoriska värden".

## Historik

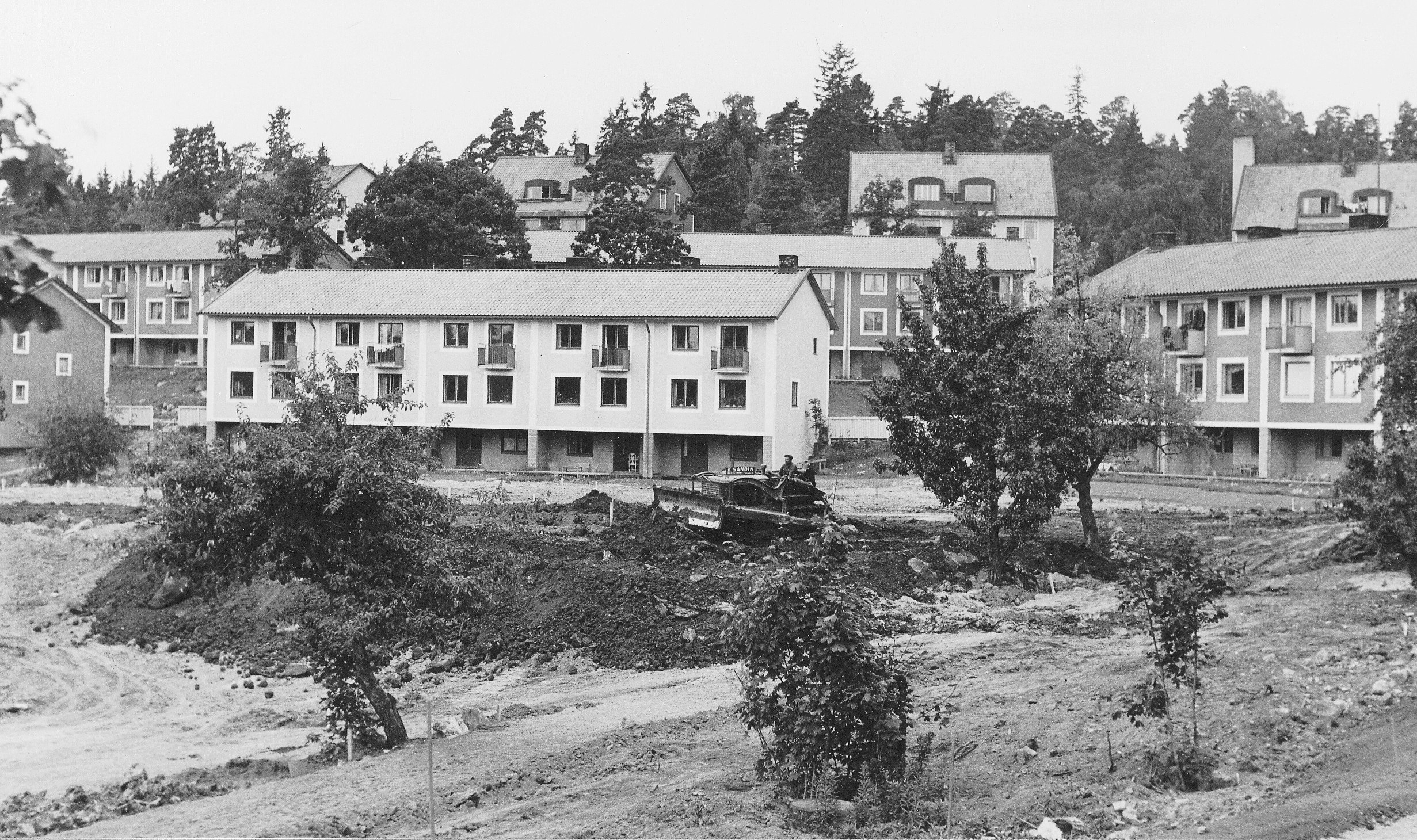
Området just färdigbyggt, 1950.

Stora delar av Nockebyhov präglas av bebyggelse från årtiondet efter andra världskriget. Bland de första bostadshus som efter kriget uppfördes i Gubbkärrskogens backiga terräng räknas ett radhusområde bestående av sju huslängor i kvarteren Ordensringen, Ordenskaplanen, Matrikeln, Graden och Ordenskedjan. Stadsplanen för området upprättades i december 1944 och fastställdes i september 1945.
Arkitektuppdraget gick 1948 till Ancker-Gate-Lindegren och konstruktör var Hjalmar Granholms konstruktionsbyrå. Arkitekterna ritade ett mellanting mellan radhus och flerbostadshus. Varje radhus är ingen egen fastighet utan en del av en större länga med fem respektive sex lägenheter.  
Längorna har två våningar och källare. Fasaderna är spritputsade och färgsatta i jordnära kulörer med vita detaljer kring fönster och dörrar samt vita pilaster mellan husdelarna. Taken är enkla tegeltäckta sadeltak. Varje radhuslägenhet innehåller fyra rum och kök och har egen ingång från gatan samt en liten balkong mot gårdssidan. Egen trädgårdsplätt saknas dock, som brukar vara vanlig vid radhus, istället finns en indragen uteplats och gemensam grönanläggning. Byggarbetena började 1948 och avslutades 1950.
Enligt Stadsmuseet är radhusområdet "finkänsligt inpassat i terrängen och bildar tillsammans en enhetlig miljö med mycket stora miljöskapande och stadsbildsmässiga värden".
I Utflyktsvägens förlängning västerut (kvarteret Recipienten) ligger ytterligare ett radhusområde som består av 21 radhuslägenheter vilka ritades 1960 av arkitekt Björn Hedvall. De är av Stadsmuseet grönmärkta. Det är den näst högsta klassificeringsklassen och innebär "att bebyggelsen bedöms vara särskilt värdefull från historisk, kulturhistorisk, miljömässig eller konstnärlig synpunkt".

## Bilder

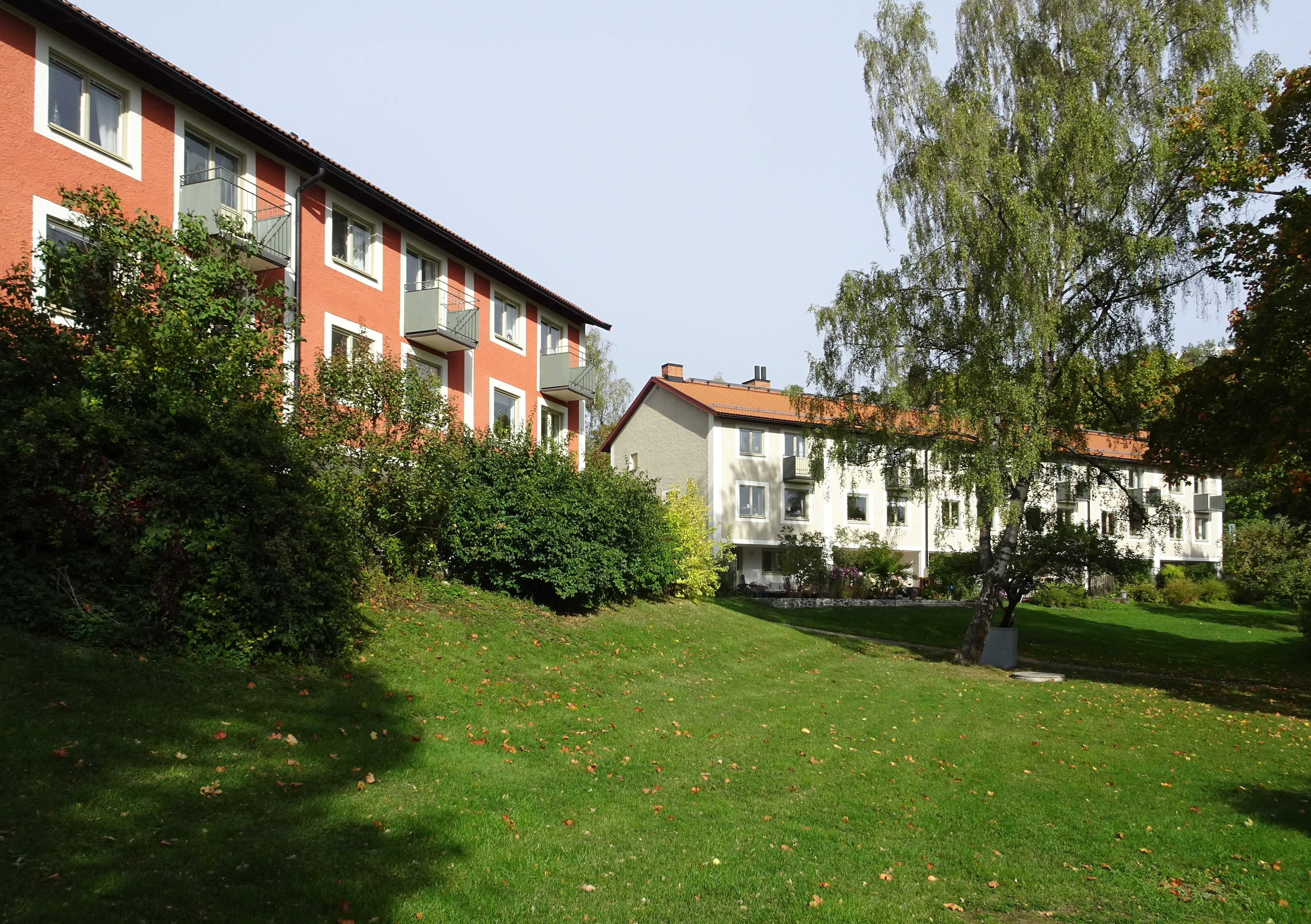
Kvarteren Matrikeln och Ordensringen.
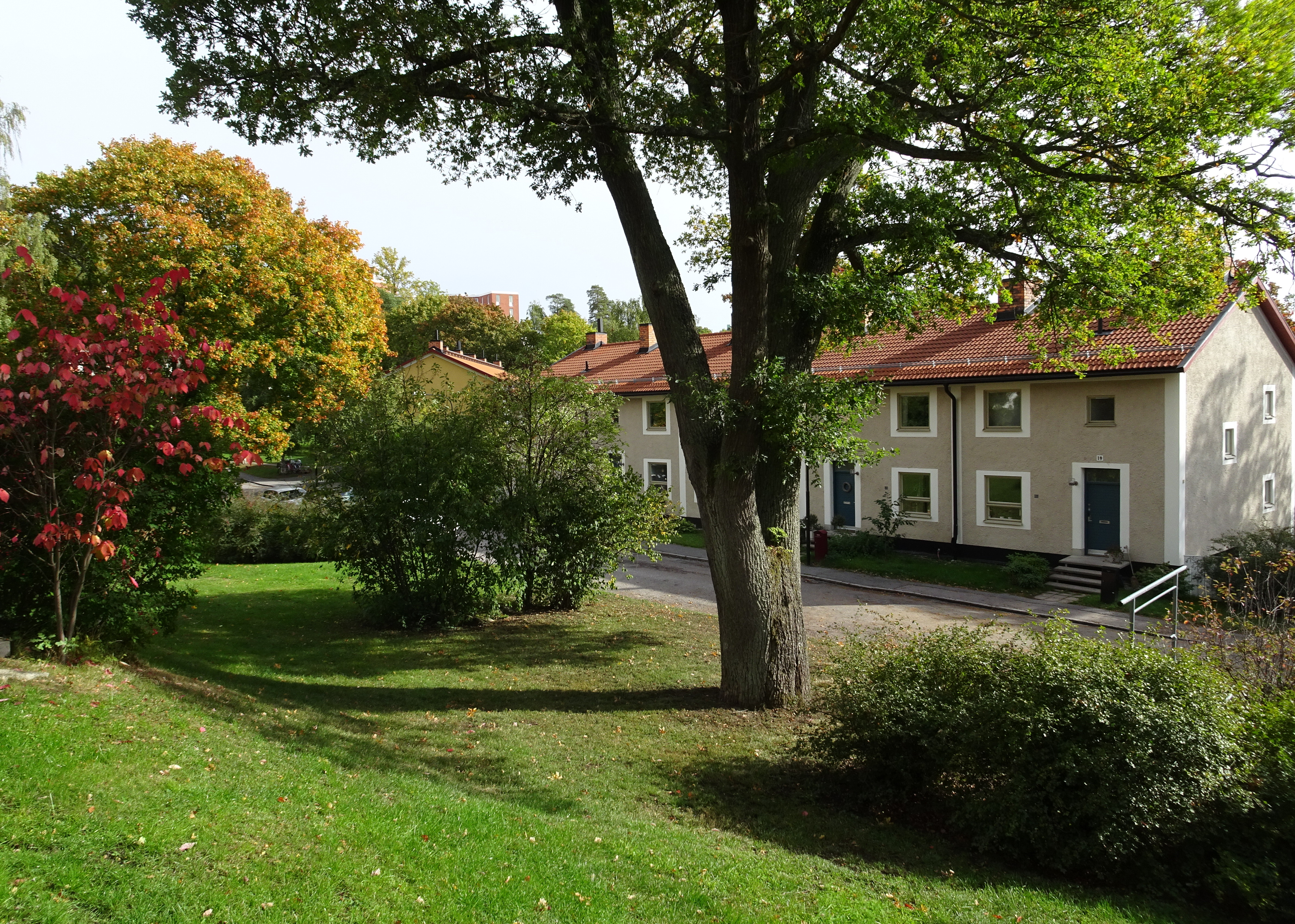
Kvarteret Graden.
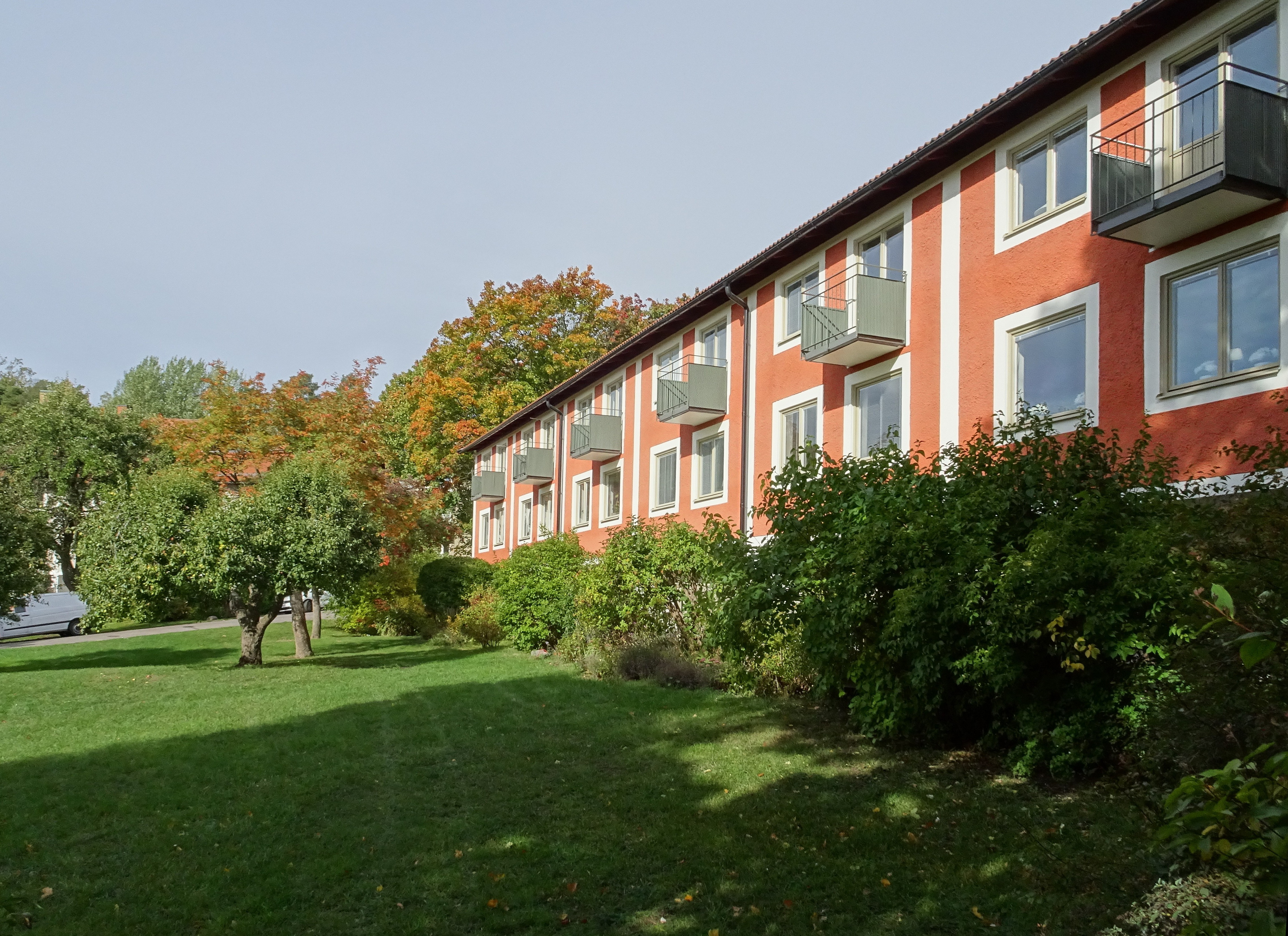
Kvarteret Ordensringen.
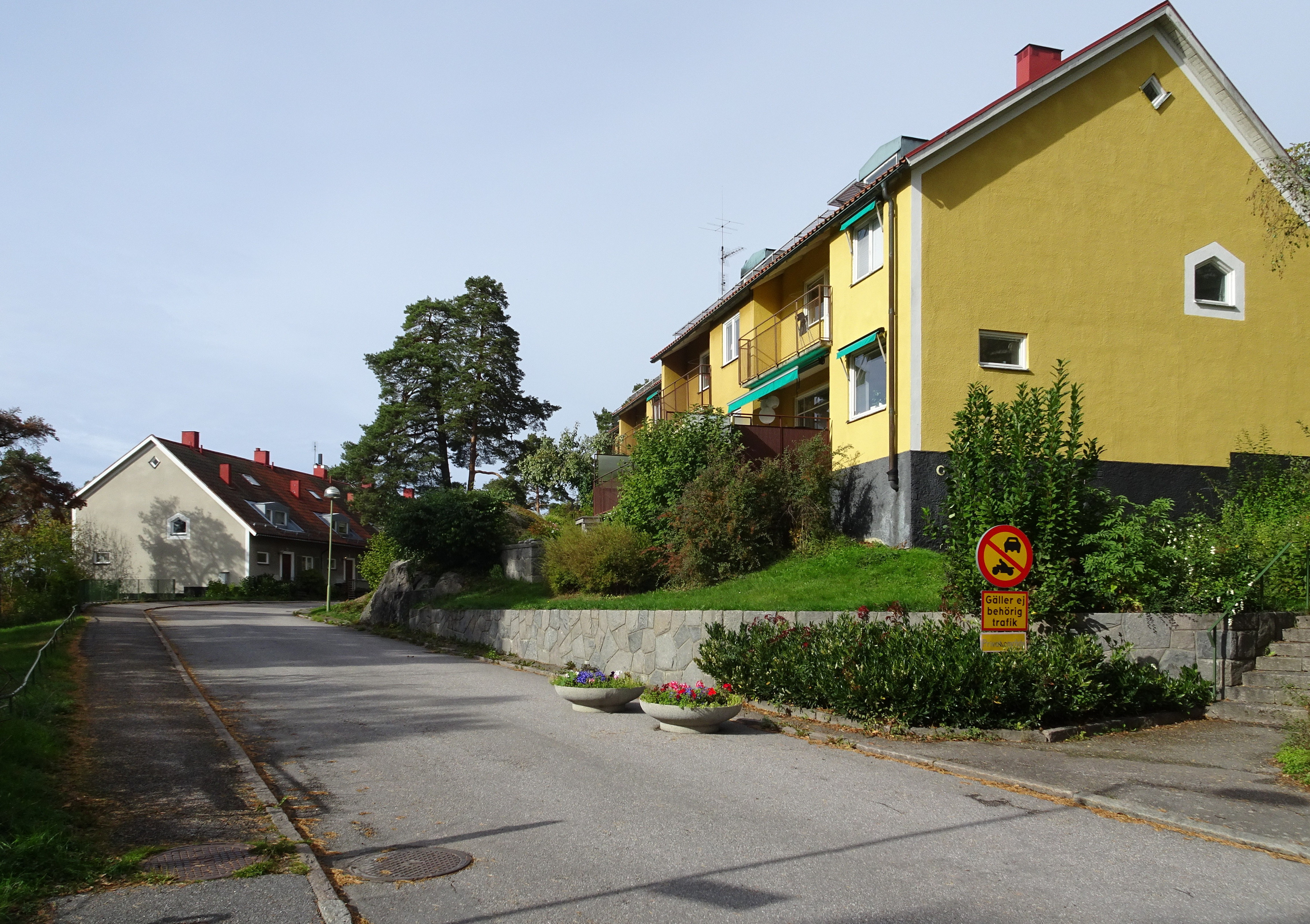
Kvarteret Recipienten.